# Janine Angrick
Janine Angrick (* 6. Juni 1993) ist eine deutsche Fußballspielerin, die als Abwehrspielerin aktiv ist und seit dem 1. Juli 2018 dem VfL Bochum – gegenwärtig in der 2. Bundesliga und als Spielführerin – angehört.

## Karriere

### Vereine
Angrick begann für den in Schwelm (Ennepe-Ruhr-Kreis) ansässigen VfB Schwelm mit dem Fußballspielen. Im Alter von 16 Jahren gehörte sie bereits der ersten Mannschaft der SG Wattenscheid 09 an, für die sie in der Gruppe Nord der seinerzeit zweigleisigen 2. Bundesliga ihre ersten sechs Punktspiele im Seniorinnenbereich bestritt; beginnend ab dem 20. September 2009 (1. Spieltag) bei der 2:3-Niederlage im Heimspiel gegen den SV Meppen und mit zwei Toren, dem Eigentor zum 0:1 in der ersten Minute und dem Treffer zum Endstand in der 73. Minute.
Anschließend gehörte sie von 2010 bis 2015 dem VfL Bochum an, die ersten drei Saisonen in der drittklassigen Regionalliga West (62 Punktspiele, 19 Tore), die letzten zwei in der 2. Bundesliga (1× Gruppe Süd, 1× Gruppe Nord). Danach spielte sie von 2015 bis 2017 für den Zweitligisten BV Cloppenburg und bestritt jeweils alle 22 Saisonspiele, in denen ihr ein Tor gelang. Weiter nördlich gehörte sie dann in der Saison 2017/18 dem Bundesligisten Werder Bremen an. In der höchsten Spielklasse gab sie ihr Debüt zum Saisonauftakt am 3. September 2017 bei der 0:3-Niederlage im Heimspiel gegen den SC Sand, 18 weitere Punktspiele folgten. Ihr einziges Tor in dieser Spielklasse gelang ihr am 25. Februar 2018 (13. Spieltag) beim 1:1-Unentschieden im Heimspiel gegen den FF USV Jena mit dem 1:0-Führungstreffer in der 74. Minute.
Danach kehrte sie nach Bochum zurück und spielt seitdem ein zweites Mal für den VfL Bochum, beginnend in der Regionalliga West ab der Saison 2018/19 und durchgängig bis zum Saisonende 2023/24. Als regionaler Meister stieg sie mit ihrer Mannschaft elf Jahre später erneut in die 2. Bundesliga auf; bis dahin hatte sie 20 Tore in 121 Punktspielen erzielt.

### Nationalmannschaft
Für die Nachwuchsnationalmannschaften des DFB kam sie in drei Länderspielen für die U15- und in vier für die U16-Nationalmannschaft zum Einsatz. Ihr Debüt als Nationalspielerin gab sie am 18. August 2008 beim 9:0-Sieg im Freundschaftsspiel gegen die U15-Nationalmannschaft Schottlands; wobei sie mit der 1:0-Führung in der 25. Minute ihr einziges Länderspieltor erzielte und die Torflut einleitete. Die zwei weiteren Spiele endeten 1:1 unentschieden gegen die U15-Nationalmannschaft Dänemarks am 20. August 2008 und 5:1 gegen die U15-Nationalmannschaft Russlands zwei Tage später.
Mit der U16-Nationalmannschaft bestritt sie am 22. und 25. April 2009 die beiden Begegnungen mit den U16-Nationalmannschaften Schottlands (4:1) und Italiens (0:0) sowie am 29. und 30. Juni 2009 die ersten beiden Spiele der Gruppe A im Turnier um den Nordic-Cup in Schweden beim 3:0-Sieg über die U16-Nationalmannschaft der Niederlande und beim 6:0-Sieg über die U16-Nationalmannschaft Islands. Im Finale war ihre Mannschaft mit 1:2 der U16-Nationalmannschaft Schwedens unterlegen.

## Erfolge
Nationalmannschaft
- U16-Nordic-Cup-Finalist 2009

VfL Bochum
- Meister Regionalliga West 2024 und Aufstieg in die 2. Bundesliga
- Meister Regionalliga West 2013 und Aufstieg in die 2. Bundesliga Süd